# Zastava Bjelorusije
Zastava Bjelorusije formalno se promijenila 7. lipnja 1995. godine, nakon što su Bjelorusi glasali na referendumu mjesec dana ranije. Zamijenila je povijesnu zastavu Bjeloruske Narodne Republike iz 1918. godine, prije nego što je Bjelorusija postala Sovjetska Republika i ponovno nakon osamostaljenja 1991. godine. Današnja zastava je promijenjena verzija zastave iz 1951. godine dok je Bjelorusija bila u Sovjetskom Savezu.
Nekoliko grupa i dalje upotrebljavaju prijašnju, ali vlada Aleksandra Lukašenka je zabranilo njeno izlaganje. Tu zastava još uvijek upotrebljavaju Bjeloruska dijaspora i demonstranti na protestima protiv vlade. Međunarodni promatrači kažu da referendum koji je izabrao novu zastavu nije bio pošten.

## Vanjske poveznice
- Službena stranica predsjednika Rešublike Bjelorusije - Službeni opis državnih simbola  Arhivirana inačica izvorne stranice od 16. veljače 2017. (Wayback Machine)
- Flags of the World
- Vexillographia